# Autobusové nádraží Český Krumlov

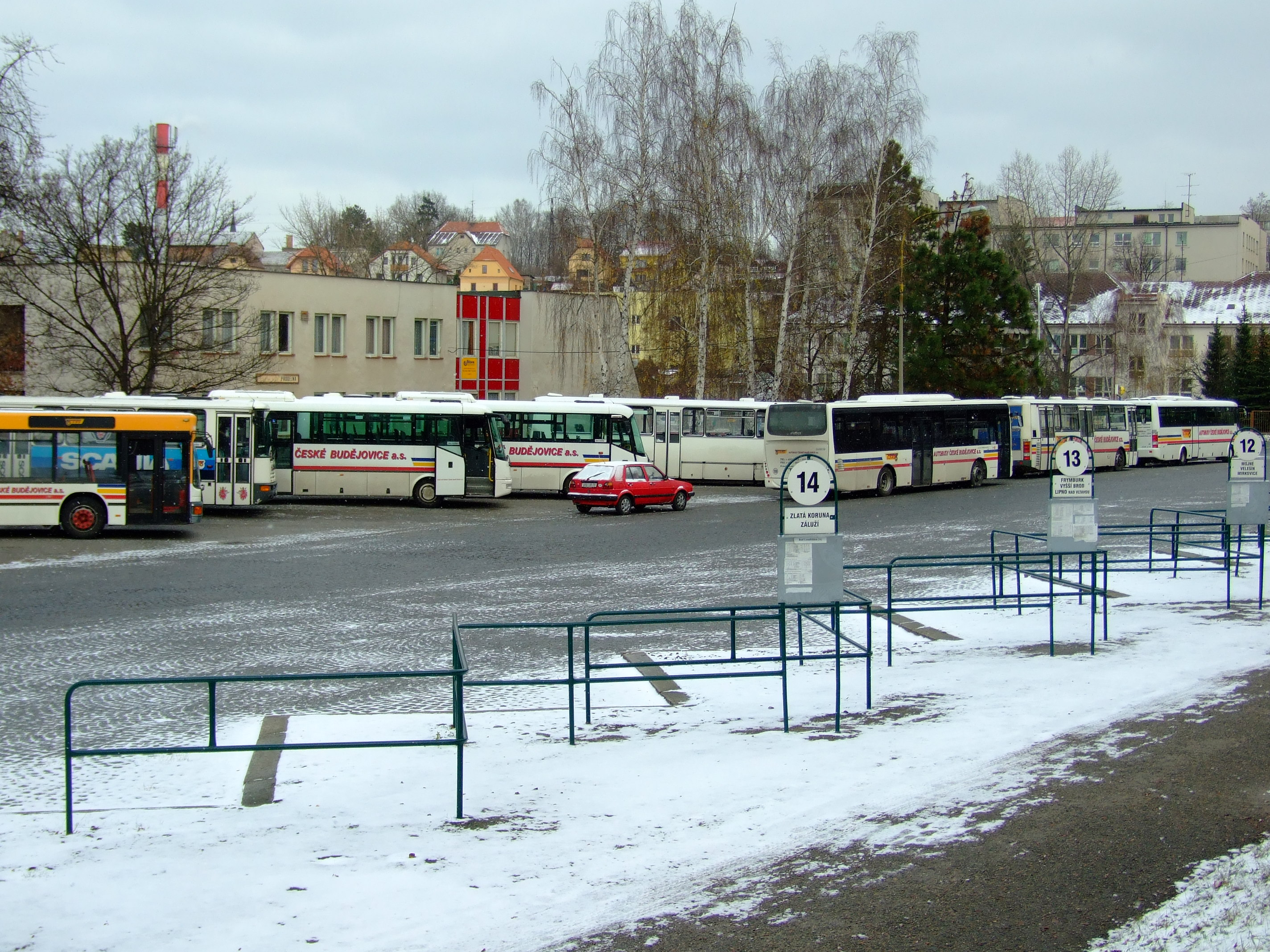
Autobusové nádraží Český Krumlov v roce 2008

Autobusové nádraží Český Krumlov se nachází východně necelý půl kilometr od historického centra tohoto města v Jižních Čechách. Konkrétně leží u křižovatky ulic Objížďková a Nemocniční u krumlovské nemocnice. Vyjíždí z něj velké množství regionálních i dálkových autobusových linek, zastávku zde má i MHD.
Má krytá nástupiště s 15 zastávkami, parkoviště pro 117 aut či 32 stání pro kola. K velké modernizaci tohoto nádraží za 82 milionů korun došlo mezi lety 2018 až 2019. Je zde v provozu bistro, od léta 2020 zde bude automatická úschovna zavazadel. V budoucnu je v plánu zbourat starou budovu nádraží a postavit novou.